# Niccolò Amati
Pour les articles homonymes, voir Amati.
Pour les autres membres de la famille, voir Famille Amati.

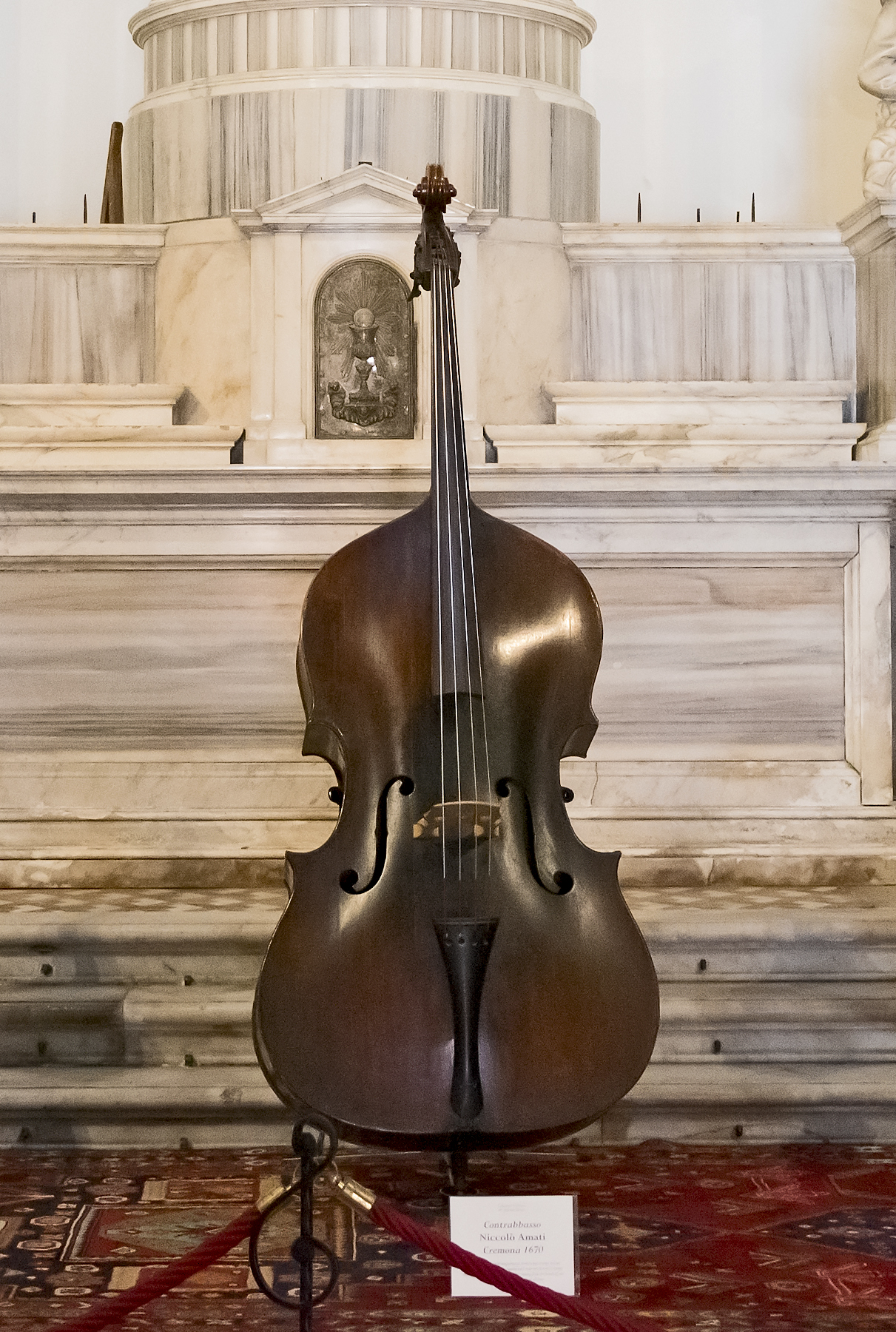
Contrebasse de 1670 Museo della musica Venise

Niccolò Amati, Nicola Amati, ou Nicolao Amati (3 septembre 1596 — 12 août 1684) est un luthier Italien originaire de Crémone.

## Biographie
Niccolò Amati est le cinquième fils de Girolamo Amati (1561-1630) et le petit-fils d'Andrea Amati (v. 1505/1510-1577), le fondateur de la dynastie Amati, fabricants de violons.
De tous les violons de la famille Amati, ceux de Niccolò sont souvent considérés comme les plus adaptés au jeu moderne. Jeune homme, il suit les méthodes de son père pour fabriquer ses violons. À partir de 1630, il commence à montrer des signes d'originalité, qu'il exprime après 1640 dans ce qui est connu comme le modèle Grand Amati. Ses instruments représentent le sommet de l’élégance des violons et sont caractérisés par des courbes mathématiques et un vernis transparent couleur ambre.
Niccolò Amati apporte également de grandes avancées à la lutherie grâce à ses méthodes d'enseignement. N'ayant pas de fils pour perpétuer l'entreprise familiale comme il était de coutume, Nicolò Amati est l'un des premiers à prendre des apprentis en dehors de sa famille pour travailler avec lui dans son atelier.
Andrea Guarneri, qui fonde la famille de fabricants de violon Guarneri est l'un des élèves de Niccolò. Au moins une des étiquettes d'Antonio Stradivari, datée de 1666, indique « Alumnus Nicolais Amati » — élève de Niccolò Amati, mais une controverse existe sur le fait qu'il ait été réellement un apprenti de Niccolò Amati, ou s'il s'est considéré comme un étudiant et admirateur d'Amati et de son œuvre. Des documents désignent également Matthias Klotz, Jacob Railich, Bartolomeo Pasta, Bartolomeo Cristofori, Giacomo Gennaro et Giovanni Battista Rogeri comme élèves de Niccolò. Son fils, Hieronymus II (souvent appelé Girolamo) (1649–1740), est l'un des derniers de la famille à faire un travail remarqué.

## Sources
- (en) Cet article est partiellement ou en totalité issu de l’article de Wikipédia en anglais intitulé « Nicolò Amati » (voir la liste des auteurs).